# 体重
体重（たいじゅう、英:  body mass）は、人や動物の個体の質量である。

## 概念
体重を量ることが健康状態の目安になることが多い。体重は栄養障害のスクリーニングにおいて非常に有用な指標となっている
体重と身長からボディマス指数(BMI)を算出し、肥満度を調べることができる。児童を対象とした身体測定では、身長とともに計り、発育状態を調べる目的がある。
定期的に体重を測定し、体重の変化を把握することは、生活習慣病の診断、予防に役立つ。あまりにも肥満が進むと自立歩行は不可能となり、皮膚が裂けることもある。
また、ダイエットの際は頻繁に体重を量り、「何キロ痩せる」(または増やす)といった目標をたてる。ただし、このとき「体の何(何処)を減量して体重が減った」ということは体重を量っただけではわからない。脂肪を減らしているつもりがリン酸カルシウム（骨）ばかり減っていることや、筋組織が減量されていることもある。これらは無理な減量により血中濃度を保つため、骨や筋肉というかたちで備蓄していた栄養素が溶け出した結果であり、望ましい結果とは言えない。

## 体重の測定
通常、体重は体重計にのって測定する。起立することができない患者の場合には車椅子体重計、吊りばかり、スケールヘッド なども用いられる。
体重計がなかった時代は、人が乗れるほどの巨大な秤を利用しての大掛かりな測定が必要だったことから、古代の人間の体重に関する記録は、あまり残っていない。
どのようなタイプの体重計(ばねばかりまたは天秤ばかり)であっても、それが量る物理量は、質量（単位はキログラム）であって、重さ（すなわち力、単位はニュートン）ではない。詳細は「体重計が示す物理量」を参照のこと。
無重量状態においては、普通の体重計では量れないため、縮めたバネが押し返される時の勢いを体重に換算して計測している。この方式によって得られる物理量もまた質量である。
体重は、現在では世界中のほとんどの国においてキログラム(kg)で（嬰児のみグラム(g)）で量る。ただ、米国ではポンドで量るのが普通である。
社会的慣行として、若い人や女性は自身の体重を隠す傾向があり、あまり尋ねるものではない。特に異性間において、正当な理由も無くその数値等を聞き出すことはセクシャルハラスメントに抵触する恐れがあるので注意が必要である。

## 年齢別体重
以下は年齢別体重の全国平均値と標準偏差を表す。
|            |                | 幼稚園 | 小学校 | 小学校 | 小学校 | 小学校 | 小学校 | 小学校 | 中学校 | 中学校 | 中学校 | 高等学校 | 高等学校 | 高等学校 |
| 年齢（歳） | 年齢（歳）     | 5      | 6      | 7      | 8      | 9      | 10     | 11     | 12     | 13     | 14     | 15       | 16       | 17       |
| ---------- | -------------- | ------ | ------ | ------ | ------ | ------ | ------ | ------ | ------ | ------ | ------ | -------- | -------- | -------- |
| 男         | 平均値（kg）   | 18.9   | 21.3   | 23.9   | 27.1   | 30.4   | 34.3   | 38.3   | 43.9   | 48.8   | 54.0   | 58.9     | 61.0     | 62.8     |
| 男         | 標準偏差（kg） | 2.59   | 3.37   | 4.05   | 5.02   | 6.13   | 7.46   | 8.44   | 9.70   | 9.86   | 9.97   | 10.57    | 10.37    | 10.61    |
| 女         | 平均値（kg）   | 18.6   | 20.9   | 23.5   | 26.4   | 30.0   | 34.0   | 39.0   | 43.7   | 47.1   | 49.9   | 51.4     | 52.5     | 52.9     |
| 女         | 標準偏差（kg） | 2.53   | 3.17   | 3.86   | 4.64   | 5.89   | 7.03   | 7.77   | 8.05   | 7.78   | 7.51   | 7.90     | 7.70     | 7.90     |

## 体重と生活

### 体重と交通機関
サモア航空は2012年11月、乗客の体重に応じた運賃制度を世界で初導入した。当初は小型機が対象だった。

### 体重とスポーツ
ボクシングや柔道などの格闘技・武道では体重差による有利不利が生まれるため、厳密な階級制度が規定されている。